# Kick Out the Jams
Kick Out the Jams — дебютный альбом американской протопанк-группы MC5, выпущенный в феврале 1969 года на лейбле Elektra Records. Он был записан вживую в детройтском Grande Ballroom в течение двух вечеров, в Ночь дьявола и на Хэллоуин 1968 года.
Пластинка заняла 30-е место в национальном американском чарте Billboard 200, а её заглавная песня отметилась на 82-й строчке хит-парада Billboard Hot 100. Хотя первоначально альбом был раскритикован журналом Rolling Stone, теперь он считается одной из ключевых записей повлиявших на становление панк-рока. В подтверждение этому редакция журнала поставила его на 294-е место своего списка «500 величайших альбомов всех времён» 2003 года (в обновлённой версии списка, 2020 года, пластинка опустилась на 349-е место).

## История записи
По мнению критика Роберта Кристгау, Kick Out the Jams занял 30-е место в национальном альбомном чарте Billboard 200 «на волне массировного рекламного хайпа» (издателем выступал мейджор-лейбл), о чём написал в «Christgau’s Record Guide: Rock Albums of the Seventies» (1981). Пластинка также отметилась на 37-м месте в Канаде.
В то время как «Ramblin' Rose» и «Motor City Is Burning» начинаются с типичной для группы левой и революционной риторикой, полемику вызвала вступительная строчка к заглавному треку. В начале этой песни вокалист Роб Тайнер кричит: «И прямо сейчас… прямо сейчас… прямо сейчас пришло время… оторваться по полной, ублюдки!», после чего начинает звучать вступительный рифф. Руководство Elektra Records сочло неприемлемым использование нецензурной лексики и попросило заменить оскорбительное слово на «братья и сестры», в то время как музыканты и их менеджер Джон Синклер выступили категорически против этой идеи.
В оригинальном издании альбома фраза «оторвёмся по полной, Ублюдки!» была напечатана на развороте конверта (среди текстов), однако вскоре этот тираж был изъят из розничной продажи. Вместо него были выпущены две версии, обе с отцензурированными обложками, однако версию альбома со скандальной фразой можно было купить «из-под полы».
Из-за скандала альбом отказалась продавать в магазинах Hudson’s. Вскоре торговая сеть запретила к продаже всю продукцию лейбла Elektra после того, как MC5 заказали в газете рекламу, на которой была изображена фотография Роба Тайнера (владельца сети) с припиской внизу — «К чёрту Hudson’s», и логотипом Elektra в углу. Чтобы избежать эскалации конфликта и дальнейших финансовых потерь, лейбл расторг контракт с группой.
В том же году Jefferson Airplane записали песню «We Can Be Together» для своего альбома Volunteers, в которой тоже было слово «motherfucker». В отличие от Elektra, лейбл RCA Records выпустил альбом без цензуры.

## Значение названия
«Kick out the jams» также было воспринимался как революционный лозунг в контексте общих настроений конца 1960-х годов. В нём усмотрели призыв к «отмене» ограничений в различных формах. 8 августа 1970 года гитарист группы Уэйн Крамер так высказался по этому поводу в интервью журналистке Disc & Music Echo Кэролайн Буше: 
Люди говорили: «Ух ты, „kick out the jams“ означает снять ограничения» и т. д., — это была хорошая интерпретация, но когда мы писали альбом, мы не закладывали в это выражение подобный смысл. Мы впервые использовали эту фразу, во время выступлений в детройтском Grande Ballroom, и мы играли там каждую неделю с другой местной группой. […] У нас появилась привычка, будучи эдакими панками, кричать на них, чтобы они ушли со сцены, «попросить джемы на выход», то есть перестать джемовать. Мы повторяли это все время, и она стало своего рода эзотерической фразой. Теперь я думаю, что люди могут интерпретировать так, как им нравится; это одна из сильных сторон рок-н-ролла.
Во время интервью 1999 года для журнала Goldmine Крамер пояснил, что эта фраза была целенаправленно нацелена на британские группы 1960-х, посещающие Grande Ballroom, которые, по мнению MC5, не вкладывали достаточно энергии в свои выступления. Название также (в шутку) было интерпретировано как лозунг власть имущих, замаскированный под революционный гимн. Дэвид Боуи поет в песне «Cygnet Committee»: «[Мы] забрасывали бедняков камнями под такими лозунгами, как / Wish You could Hear / Love Is All We Need / Kick Out the Jams / Kick Out Your Mother».

## Отзывы критиков
| Оценки критиков               | Оценки критиков |
| Источник                      | Оценка          |
| ----------------------------- | --------------- |
| AllMusic                      | [ 15 ]          |
| Chicago Tribune               | [ 16 ]          |
| Classic Rock                  | 9/10            |
| Encyclopedia of Popular Music | [ 18 ]          |
| The Rolling Stone Album Guide | [ 19 ]          |
| Select                        | 5/5             |

В своей первой рецензии для Rolling Stone, Лестер Бэнгс (вошедший в историю как один из самых главных и значимых апологетов панк-рока), назвал Kick Out the Jams «нелепым, самонадеянным, претенциозным альбомом», подчеркнув «бо́льшая часть песен едва различима друг от друга в своих примитивных двухаккордных структурах». Несмотря на критику, с годами лонгплей стал очень цениться профильными СМИ, которые отмечали его влияние на развитие жанра рок-музыки в целом. Марк Деминг из AllMusic в ретроспективном обзоре назвал его «одним из самых мощных и энергичных концертных альбомов из когда-либо созданных». Обозреватель PopMatters Адам Уильямс писал: «На мой взгляд, „Kick Out the Jams“ — одна из величайших пластинок всех времён. Это великолепный портал в прошлое, мимолетный взгляд на группу, у которой действительно хватило смелости вести себя так, не на словах, а на деле» и что «ни одна живая запись не отражала первобытные элементы рока больше, чем инаугурационная работа MC5». Сам Бэнгс с годами изменил бы свое мнение об альбоме, написав в сноске к эссе о группе The Troggs «Джеймс Тейлор отмечен смертью» следующее: 
Между прочим, я не пытаюсь принизить MC5 или назвать их бледной копией Troggs. Когда я писал рецензию на их первый альбом, в заключение я упомянул «The Troggs, которые пару лет назад появились с похожими песнями о сексе и насилии и быстро канули в лету, где, как мне кажется, они смеются над MC5», это, конечно же, было нахально и грубо как по отношению к Troggs, так и к MC5. Но с другой стороны, это была моя первая рецензия, и даже несмотря на то, что она вызвала наибольшее количество угроз в истории журнала, за исключением Wheels of Fire Янна Веннера (и большинство из них из милого городка Детройта), я понимаю, почему люди ставшие свидетелями апокалиптического рождения MC5, были в ярости. И, чтобы усугубить иронию, скажу, Kick Out the Jams был моим любимым альбомом или, по крайней мере, одним из двух или трех — в течение трёх месяцев.

## Наследие
Обложка альбома мелькает в музыкальном клипе группы Hüsker Dü на песню «Don’t Want to Know If You Are Lonely».
В марте 2005 года журнал Q поместил песню «Kick Out the Jams» на 39-е место в списка «100 величайших гитарных треков». Эта же композицию была отмечена на 65-й строчке рейтинга телеканала VH1 «100 величайших хард-рок-песен всех времен».
«MC5 были нестабильной группой», — заметил в одном из интервью гитарист Уэйн Крамер. «Могли сыграть хорошо, а могли нет. Внезапно наступила та самая ночь. На нас оказывалось большое давление. Я слышу его каждый раз, когда слушаю запись. Я слышу, как лажаю на гитаре; как Деннис не попадает в ритм, а Роб поёт не на пределе своих возможностей».

## Список композиций
Слова и музыка всех песен — написаны группой MC5 (Роб Тайнер, Уэйн Крамер, Фред «Соник» Смит, Майкл Дэвис, Деннис Томпсон), за исключением отмеченных.
| №                   | Название                                     | Автор(ы)                   | Длительность |
| ------------------- | -------------------------------------------- | -------------------------- | ------------ |
| 1.                  | «Ramblin' Rose»                              | Фред Берч, Мариджон Уилкин | 4:15         |
| 2.                  | «Kick Out the Jams»                          |                            | 2:52         |
| 3.                  | «Come Together»                              |                            | 4:29         |
| 4.                  | «Rocket Reducer No. 62 (Rama Lama Fa Fa Fa)» |                            | 5:41         |
| Общая длительность: | Общая длительность:                          | Общая длительность:        | 17:17        |

| №                   | Название                | Автор(ы)                   | Длительность |
| ------------------- | ----------------------- | -------------------------- | ------------ |
| 5.                  | «Borderline»            |                            | 2:45         |
| 6.                  | «Motor City Is Burning» | Эл Смит                    | 6:04         |
| 7.                  | «I Want You Right Now»  | Колин Фрехтер, Ларри Пейдж | 5:31         |
| 8.                  | «Starship»              | MC5, Sun Ra                | 8:15         |
| Общая длительность: | Общая длительность:     | Общая длительность:        | 22:35        |

## Участники записи
| МС5 - Роб Тайнер — ведущий вокал - Уэйн Крамер — соло-гитара, бэк-вокал, ведущий вокал на «Ramblin' Rose» - Фред «Соник» Смит — ритм-гитара, бэк-вокал - Майкл Дэвис — бас-гитара - Деннис Томпсон — ударные | Дополнительный персонал - Брат Дж. К. Кроуфорд — «духовный наставник» - Джон Синклер — «руководство», аннотации на обложке - Брюс Ботник — звукорежиссёр - Роберт Л. Хеймолл, Уильям С. Харви — иллюстрации - Джоэл Бродски — фотография для обложки альбома - Магдалена Синклер — фотография на развороте |  |